# Marcel Gromaire
Marcel Gromaire (n. 24 iulie 1892, Noyelles, Nord-Pas-de-Calais, Franța – d. 11 aprilie 1971, Paris, Région parisienne, Franța) a fost un pictor francez. A pictat multe lucrări pe subiecte sociale și este adesea asociat cu realismul social, dar se poate spune că Gromaire a creat o operă independentă, distinctă de grupuri și mișcări.

## Tinerețe
Marcel Gromaire, al cărui tată era educator la Paris, s-a născut în Noyelles-sur-Sambre, Franța. A urmat studii clasice la Douai, apoi și-a continuat studiile la Paris, obținând bacalaureatul în drept în 1909, o carieră judiciară pe care a abandonat-o rapid. A frecventat studiourile din Montparnasse și a urmat cursuri la Académie de La Palette⁠(d). În 1912, și-a efectuat serviciul militar la Lille. A fost rănit în 1916 în bătălia de la Somme.

## Viața creativă
Gromaire s-a întors la Paris. Lucrând într-un studio din Paris, a pictat realitatea studioului său, lumina și conținutul acestuia, folosind ocru închis și maro. Și-a folosit studioul ca pe un etalon, ca pe un filtru; era mai mult decât un simplu loc de pictat.
Întâlnirea cu un colecționar, doctorul Girardin, i-a consacrat cariera de artist când a achiziționat întreaga operă a lui Gromaire. Când Girardin a murit în 1953, Muzeul de Artă Modernă din Paris a primit 78 de picturi în ulei, precum și o colecție de acuarele.
Gromaire a fost recunoscut foarte devreme de galerii și muzee. Încă din 1931, Pierre Matisse⁠(d) a expus opera lui Gromaire la inaugurarea galeriei sale din New York. În 1933, o retrospectivă la Kunsthalle de Baie a stabilit importanța ansamblului său de lucrări. În 1937, opera sa a fost expusă la ordinele statului la Expoziția Internațională de la Paris.
Gromaire a pictat puțin peste șapte sute de pânze, în medie aproximativ zece pe an.
Gromaire a și predat, iar printre elevii săi s-au numărat pictorița și sculptorițaJeanne Patterson Miles⁠(d).

## Cariera ulterioară
Din 1939 până în 1944, Gromaire a locuit la Aubusson, Creuse și a participat la reînnoirea mișcării de tapiserie împreună cu Jean Lurcat⁠(d). A fost numit profesor la École nationale supérieure des arts décoratifs din 1950 până în 1962.
În 1950, a călătorit în Statele Unite ca membru al juriului pentru Premiul Carnegie, care a fost acordat lui Jacques Villon⁠(d) în acel an. Un premiu Carnegie (nu primul) a fost acordat lui Gromaire însuși în 1952.
În 1954, a fost numit comandant al Legiunii de Onoare și în 1958 a primit Grand Prix National des Arts.
Din 1947 până în 1956, a expus la Galerie Louis Carré din Paris. În 1963, lui Gromaire i-a fost dedicată o retrospectivă la Musée national d'art moderne.
Gromaire a murit la Paris în 1971, după o lungă ședere în spital. În 1980, a avut loc o expoziție la Musée d'art moderne de la Ville de Paris, între 12 iunie și 28 septembrie.